# 笹塚站
笹塚站（日语：／ Sasazuka eki */?）是位於日本東京都澀谷區笹塚，屬於京王電鐵的鐵路車站。車站編號是KO04。此站是京王線與京王新線的分岐站。但法律文件上將新宿站至此站之間的京王線視為複複線路段。

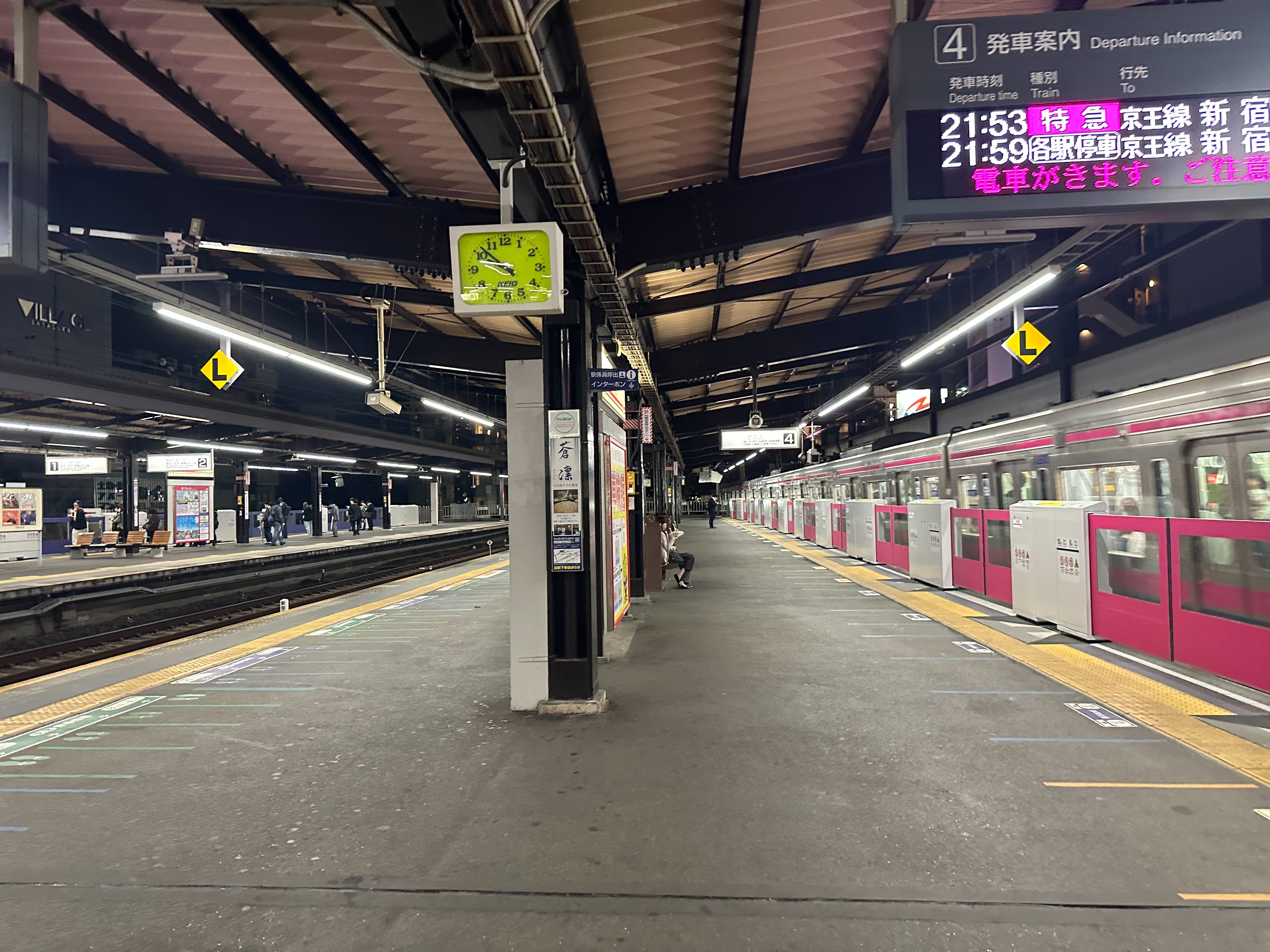
3號與4號月台（2023年4月）

## 年表
- 1913年
  - 4月15日，京王電氣軌道線（現京王線）的笹塚來往調布路線開設，笹塚站作為京王電氣軌道的車站啟用。最初，車站曾經設置車廠。笹塚站本身則是京王電鐵最初期的車站之一。
  - 10月11日，京王電氣軌道線的代代幡來往笹塚路線開設。
- 1944年5月31日，京王與東京急行電鐵合併，笹塚站作為京王線的車站運行。
- 1948年6月1日，東急與京王京王帝都電鐵分拆，笹塚站成為京王的車站。
- 1978年
  - 7月21日，改建為高架車站。
  - 10月31日，京王新線的新宿來往笹塚路線開設。
- 2010年12月5日，原本對應8卡車廂的折返線改建為對應10卡車廂。
- 2013年2月22日，以KO04作為笹塚站的編號。

### 站名由來
距離內藤新宿一里遠的甲州街道「一里塚」竹林（笹やぶ）叢生，因此該地稱為「幡谷村笹塚」。
此外，正式站名寫作「笹塚駅」，然而一般多寫作「笹塚駅」。

## 車站構造
本站是島式月台2面4線的高架車站，月台與驗票口層之間透過電梯連結。廁所位於1樓剪票口內，並設有通用設計的「通用廁所」（だれでもトイレ）。

### 月台配置
| 月台 | 路線     | 方向 | 目的地                                       | 備註              |
| ---- | -------- | ---- | -------------------------------------------- | ----------------- |
| 1    | 京王線   | 下行 | 明大前、調布、橋本、京王八王子、高尾山口方向 | 京王線新宿站列車  |
| 2    | 京王線   | 下行 | 明大前、調布、橋本、京王八王子、高尾山口方向 | 京王新線列車      |
| 3    | 京王新線 | -    | 新線新宿、新宿線方向                         | 部分從4號月台開出 |
| 4    | 京王線   | 上行 | 京王線新宿方向                               | 部分從3號月台開出 |

- 幡谷站、初台站為京王新線車站。為了方便前往兩站，日間京王線往新宿方向與區間急行新線往新宿方向（或本八幡方向班次）交替發車。
- 本站不停靠特急、準特急列車。若從調布方向搭乘特急、準特急列車前往京王新線，須在明大前站換乘。
- 原則上，上行線3號線為京王新線列車，4號線為京王線列車。但由於3、4號線之間靠新宿方向有剪式橫渡線，因此也有3號線往京王線新宿方向、4號線往新線新宿（都營新宿線方向）的班次。1、2號線之間沒有橫渡線。
- 都營新宿線直通京王的各停皆在本站停車。因此靠代田橋站側設有兩個對應10卡車廂的折返線。

## 使用情況
2016年度1日平均上下車人次為80,570人，高於特急停車站的聖蹟櫻丘站、高幡不動站、北野站、京王八王子站、目白台站、高尾站、高尾山口站。
現在因再開發事業等影響，使用人次急速減少。
| 年度               | 1日平均 上下車人員 | 1日平均 上車人員 | 來源     |
| ------------------ | ------------------ | ---------------- | -------- |
| 1955年（昭和30年） | 28,730             |                  |          |
| 1960年（昭和35年） | 39,180             |                  |          |
| 1965年（昭和40年） | 45,332             |                  |          |
| 1970年（昭和45年） | 49,424             |                  |          |
| 1975年（昭和50年） | 48,811             |                  |          |
| 1978年（昭和53年） | 50,585             |                  |          |
| 1979年（昭和54年） | 52,013             |                  |          |
| 1980年（昭和55年） | 53,746             |                  |          |
| 1985年（昭和60年） | 67,088             |                  |          |
| 1990年（平成02年） | 71,098             | 34,644           | [ * 1 ]  |
| 1991年（平成03年） |                    | 35,648           | [ * 2 ]  |
| 1992年（平成04年） |                    | 36,148           | [ * 3 ]  |
| 1993年（平成05年） |                    | 36,973           | [ * 4 ]  |
| 1994年（平成06年） |                    | 37,332           | [ * 5 ]  |
| 1995年（平成07年） | 77,490             | 37,617           | [ * 6 ]  |
| 1996年（平成08年） |                    | 37,973           | [ * 7 ]  |
| 1997年（平成09年） | 77,848             | 37,622           | [ * 8 ]  |
| 1998年（平成10年） | 77,173             | 37,611           | [ * 9 ]  |
| 1999年（平成11年） | 77,971             | 37,511           | [ * 10 ] |
| 2000年（平成12年） | 77,924             | 37,784           | [ * 11 ] |
| 2001年（平成13年） | 76,937             | 37,729           | [ * 12 ] |
| 2002年（平成14年） | 76,798             | 37,901           | [ * 13 ] |
| 2003年（平成15年） | 77,594             | 38,391           | [ * 14 ] |
| 2004年（平成16年） | 77,597             | 38,526           | [ * 15 ] |
| 2005年（平成17年） | 77,835             | 37,784           | [ * 16 ] |
| 2006年（平成18年） | 79,279             | 39,836           | [ * 17 ] |
| 2007年（平成19年） | 81,538             | 40,858           | [ * 18 ] |
| 2008年（平成20年） | 80,570             | 40,353           | [ * 19 ] |
| 2009年（平成21年） | 78,708             | 39,378           | [ * 20 ] |
| 2010年（平成22年） | 76,236             | 38,090           | [ * 21 ] |
| 2011年（平成23年） | 72,851             | 36,309           | [ * 22 ] |
| 2012年（平成24年） | 72,830             | 36,318           | [ * 23 ] |
| 2013年（平成25年） | 74,580             | 37,071           | [ * 24 ] |
| 2014年（平成26年） | 75,401             | 37,509           | [ * 25 ] |
| 2015年（平成27年） | 79,406             | 39,547           | [ * 26 ] |
| 2016年（平成28年） | 80,570             |                  |          |

## 車站周邊
本站附近有高架通過。站前自2012年起開始進行再開發事業。
- 道路
  - 國道20號（甲州街道）
  - 首都高速4號新宿線
  - 東京都道420號鮫洲大山線（日语：東京都道420号鮫洲大山線）（甲州街道以北為中野通（日语：中野通り））
- 設施
  - 東京消防廳消防學校
  - 東京消防廳消防技術安全所
  - 消防試驗研究中心（日语：消防試験研究センター）中央試驗中心
  - 澀谷區役所（日语：渋谷区役所）笹塚出張所
  - 澀谷區立笹塚圖書館
  - 笹塚站前郵便局
  - 澀谷笹塚郵便局
  - 三井住友銀行笹塚支店
  - 三菱東京UFJ銀行笹塚支店
  - 瑞穗銀行笹塚支店
  - 八千代銀行（日语：八千代銀行）笹塚支店
- 商店街 - 附近的商店街與東隣的幡谷周邊（地名為澀谷區笹塚、幡谷、西原）商店街一同由笹幡.com（ささはたドッとこむ） （页面存档备份，存于）營運。
  - 京王皇冠街（日语：京王クラウン街）笹塚
  - 笹塚大通商店街
  - 笹塚觀音通商店街
  - 笹塚十號通商店街
  - 笹塚十號坂商店街

- 其他
  - 玉川上水

### 巴士路線
車站北側的國道20號上有「笹塚站」巴士站。
- 都營巴士
  - 澀66（日语：都営バス杉並支所）澀谷站 - 代代木八幡 - 笹塚站 - 代田橋 - 方南八幡通 - 新高圓寺 - 阿佐谷站
- 京王巴士東
  - 澀66（日语：京王バス東・永福町営業所）澀谷站 - 代代木八幡 - 笹塚站 - 代田橋 - 方南八幡通 - 新高圓寺 - 阿佐谷站
  - 澀69（日语：京王バス東・永福町営業所）澀谷站→代代木上原站→東京消防學校西→笹塚站→大原一丁目→代代木上原站→澀谷站
  - 中81（日语：京王バス東・中野営業所）中野站→代田橋→笹塚站→中野站
- 小田急巴士（日语：小田急バス）
  - 宿44（日语：小田急バス吉祥寺営業所）新宿站西口（日语：新宿駅バスのりば） - 笹塚站 - 永福町 - 吉祥寺站南口 - 武藏境站南口
- 小田急城市巴士（日语：小田急シティバス）
  - 新宿站西口 - 笹塚站 - 調布 - 矢野口站 - 京王讀賣樂園站 - 讀賣樂園（季節運行）
- 社區巴士 
  - 八公巴士（日语：ハチ公バス）春之小川線

## 圖片

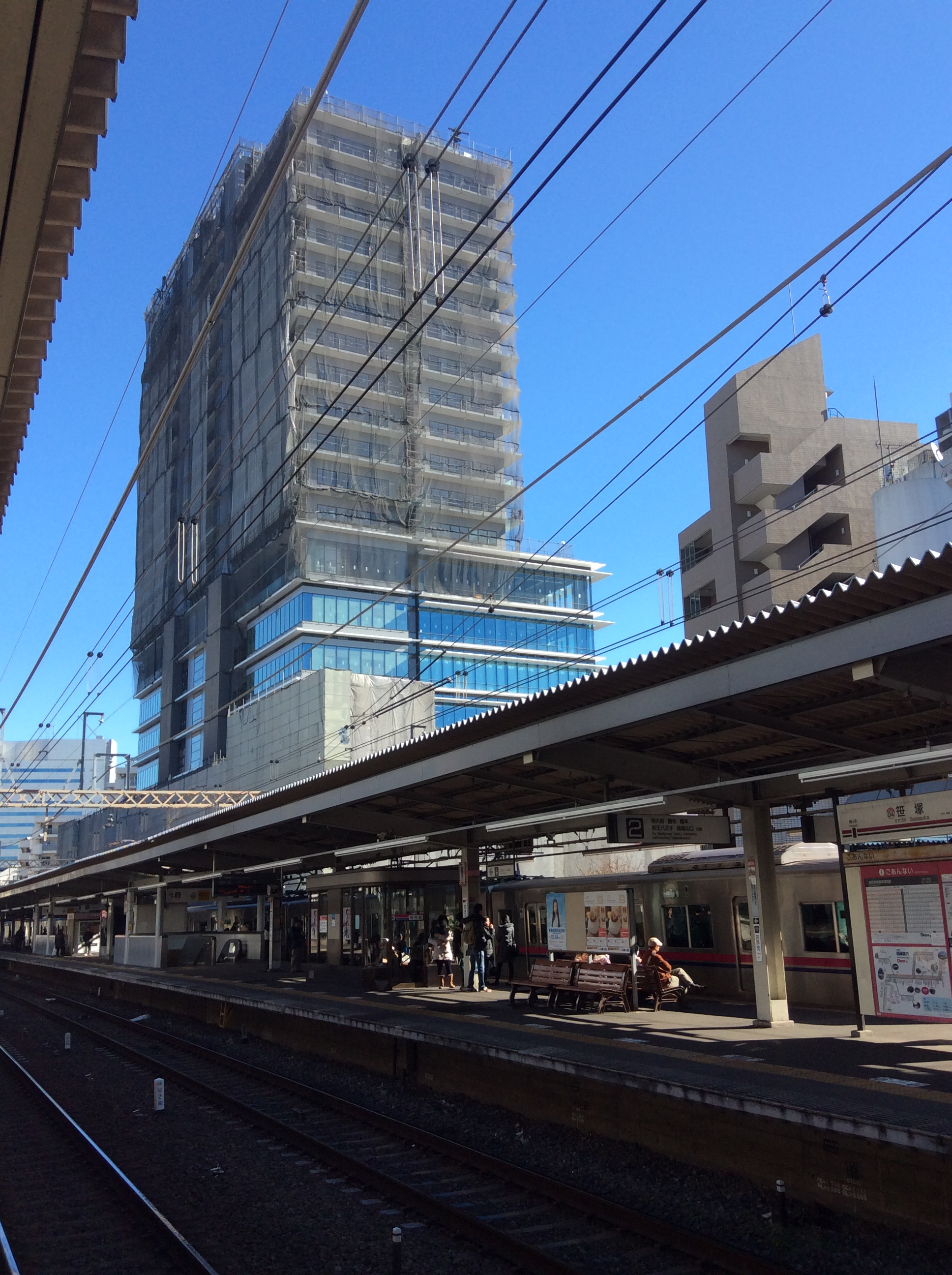
春天開幕的「MERKMAL京王笹塚」大廈（2014年12月13日攝）
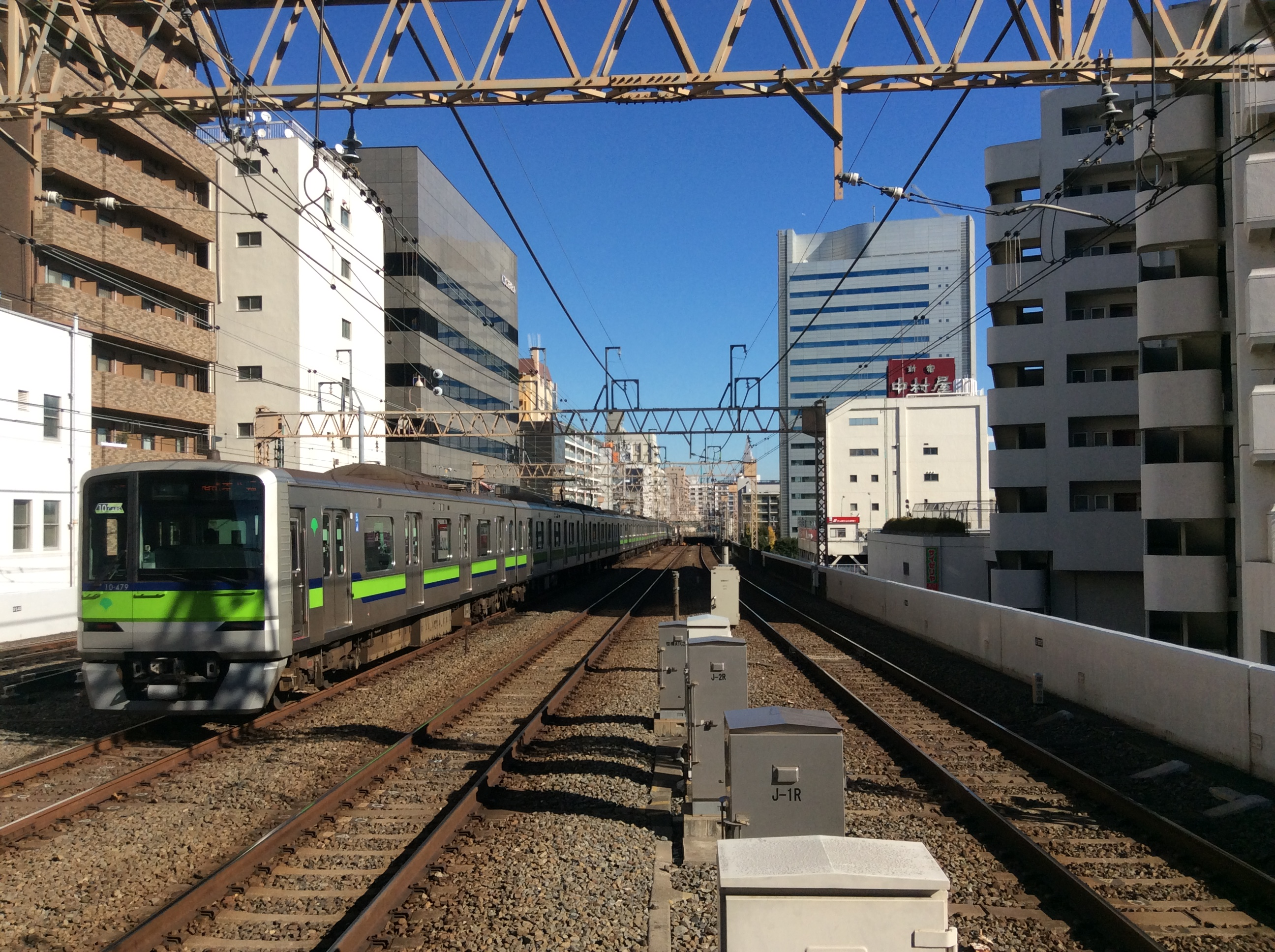
新宿站上行方向。外側2線為京王線，內側2線為京王新線（2014年12月13日攝）
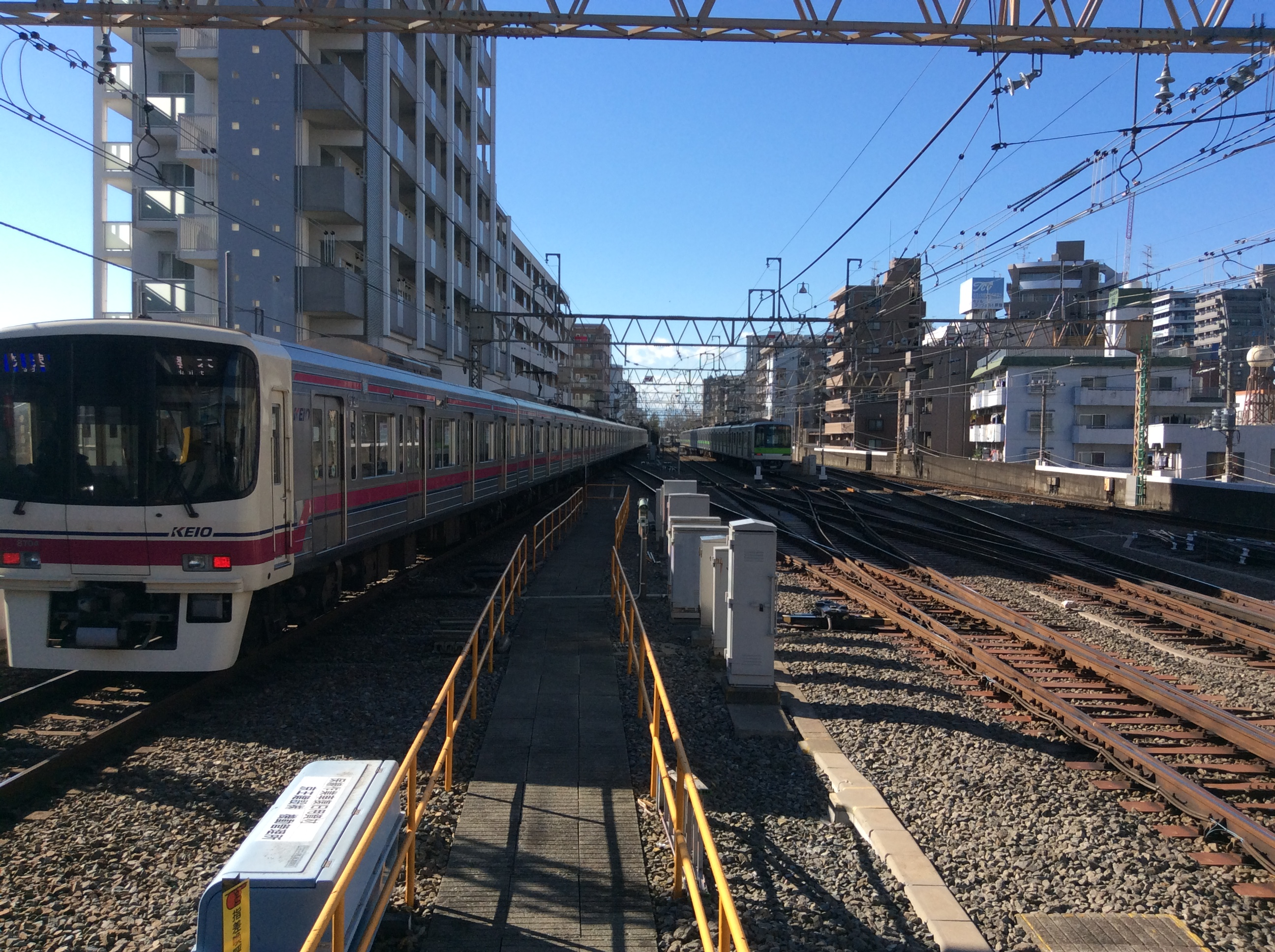
明大前站下行方向，線路上可遠眺富士山（2014年12月13日攝）
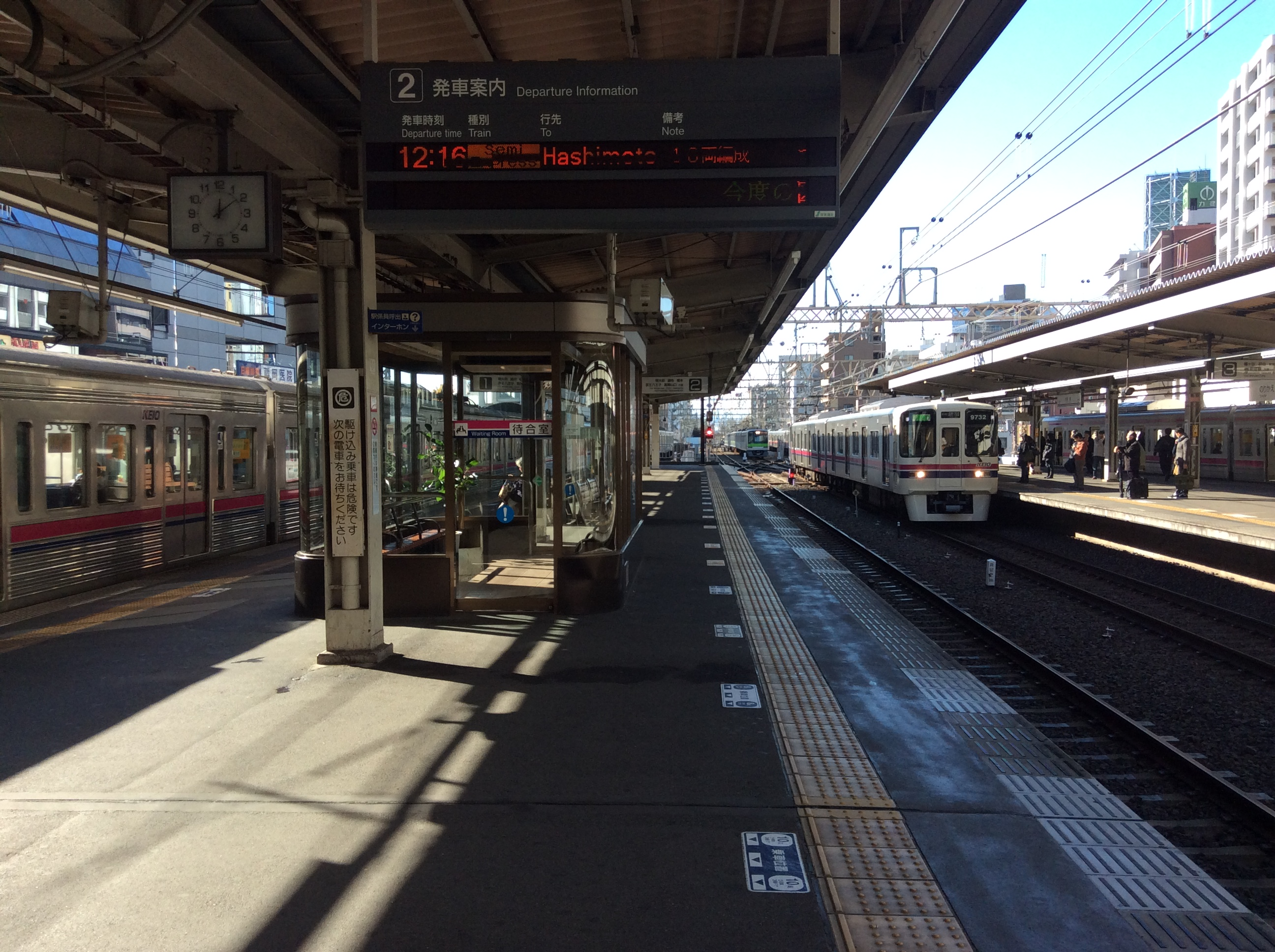
明大前站下行方向1、2號月台（都營新宿線終點）（2014年12月13日攝）
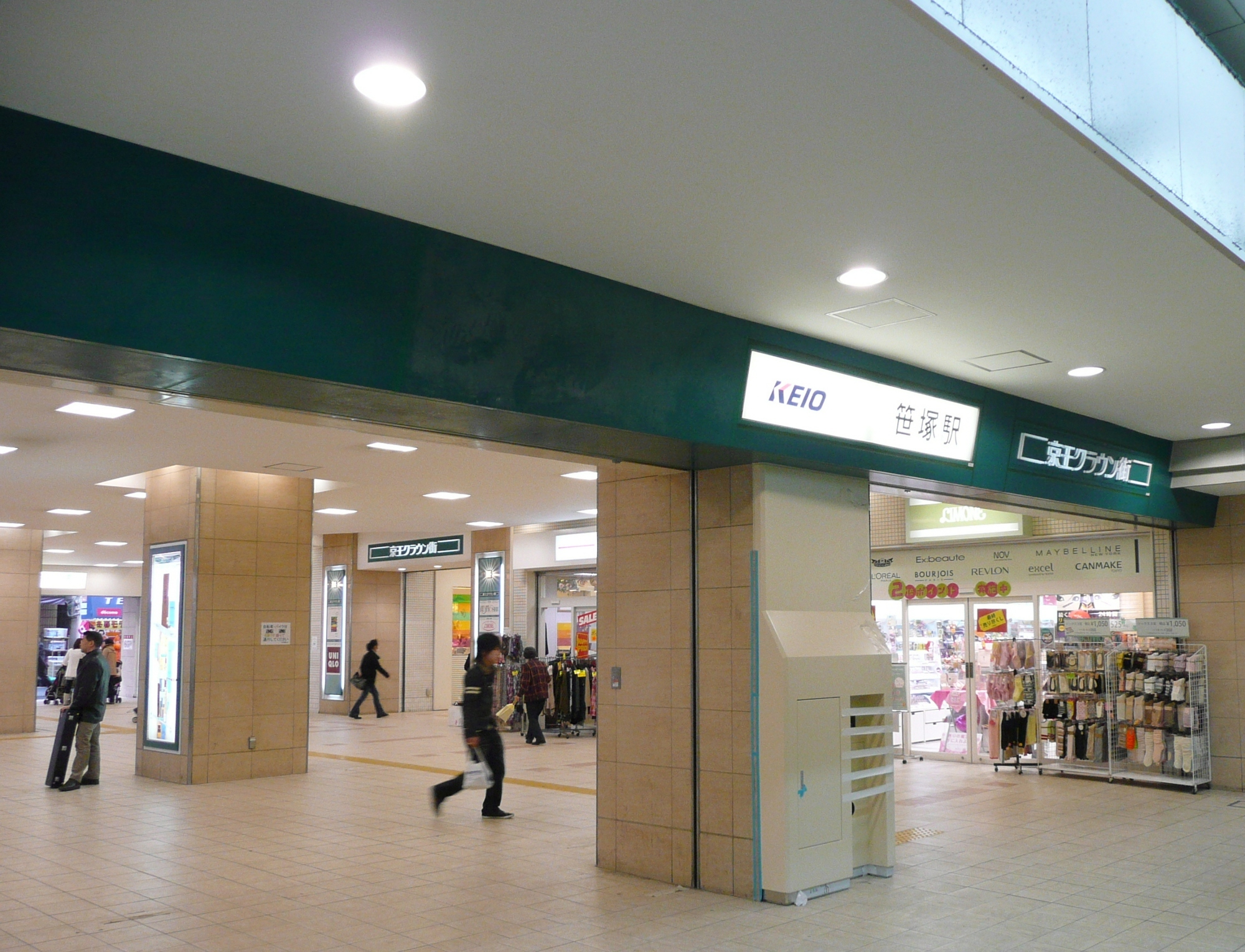
南口（2011年2月）
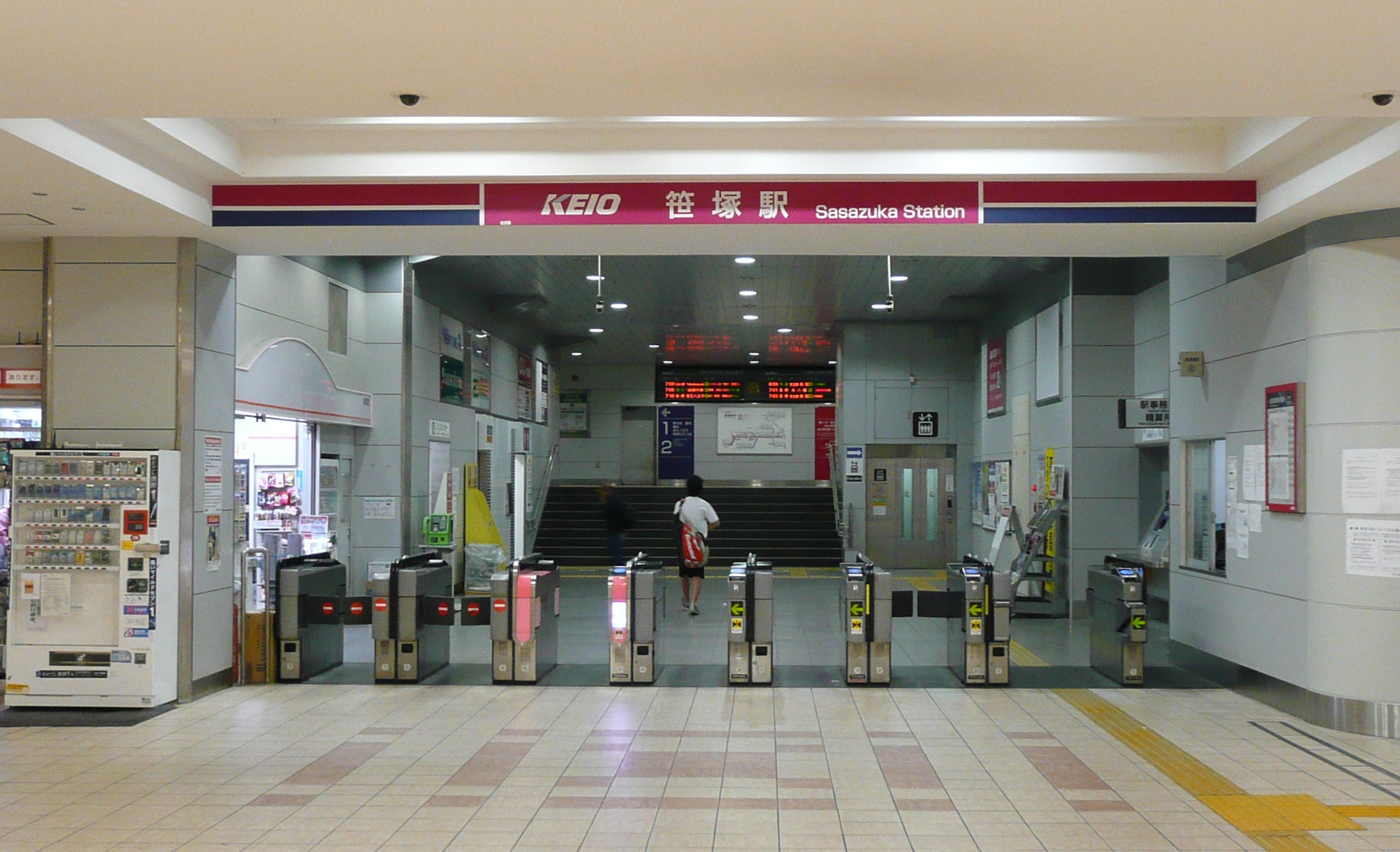
剪票口（2011年5月）
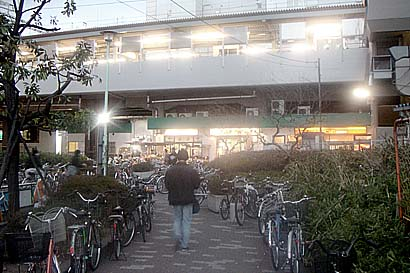
車站南側。出入口位於照片右側
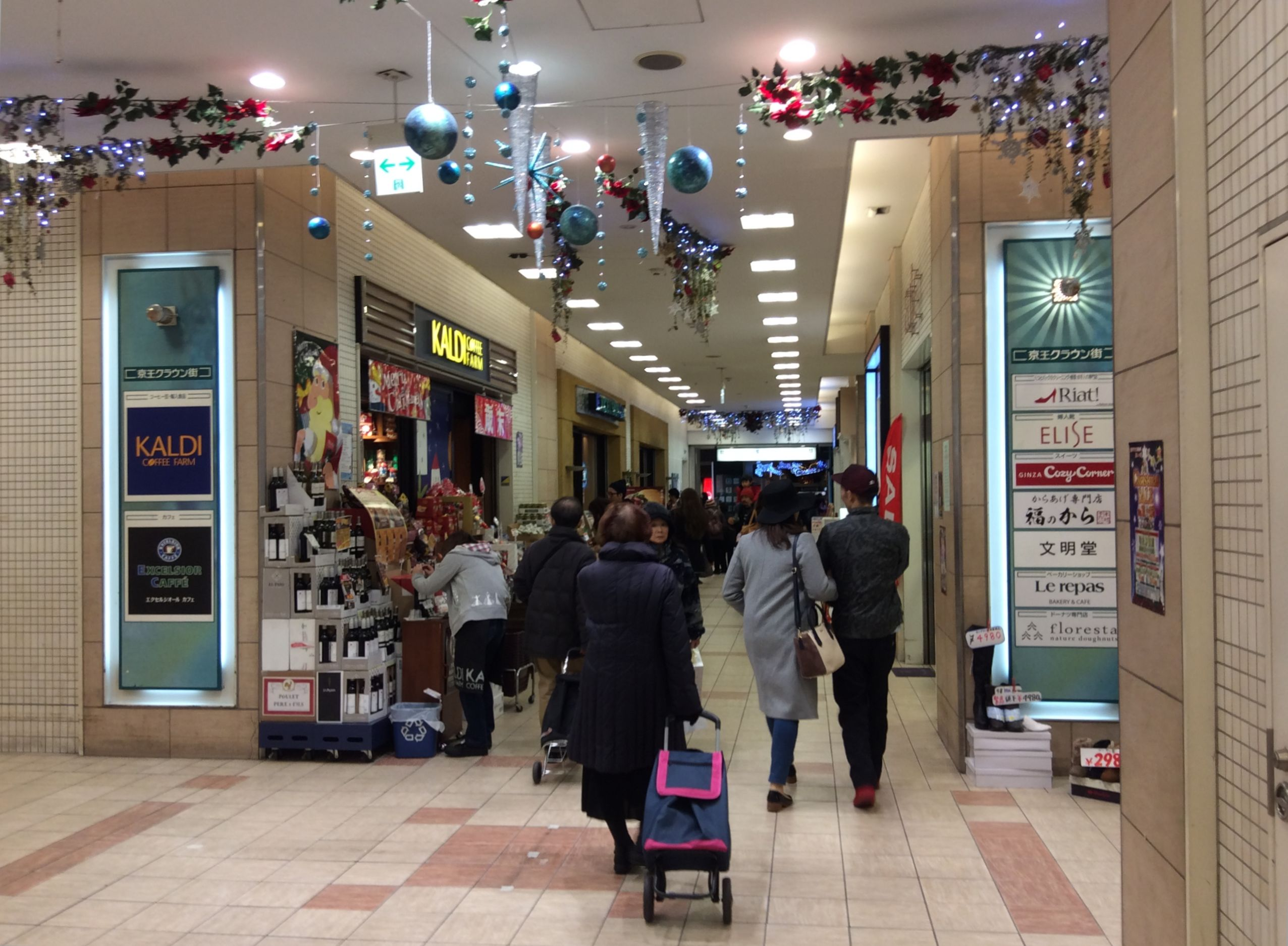
笹塚站高架下的京王皇冠街（2014年12月7日攝）
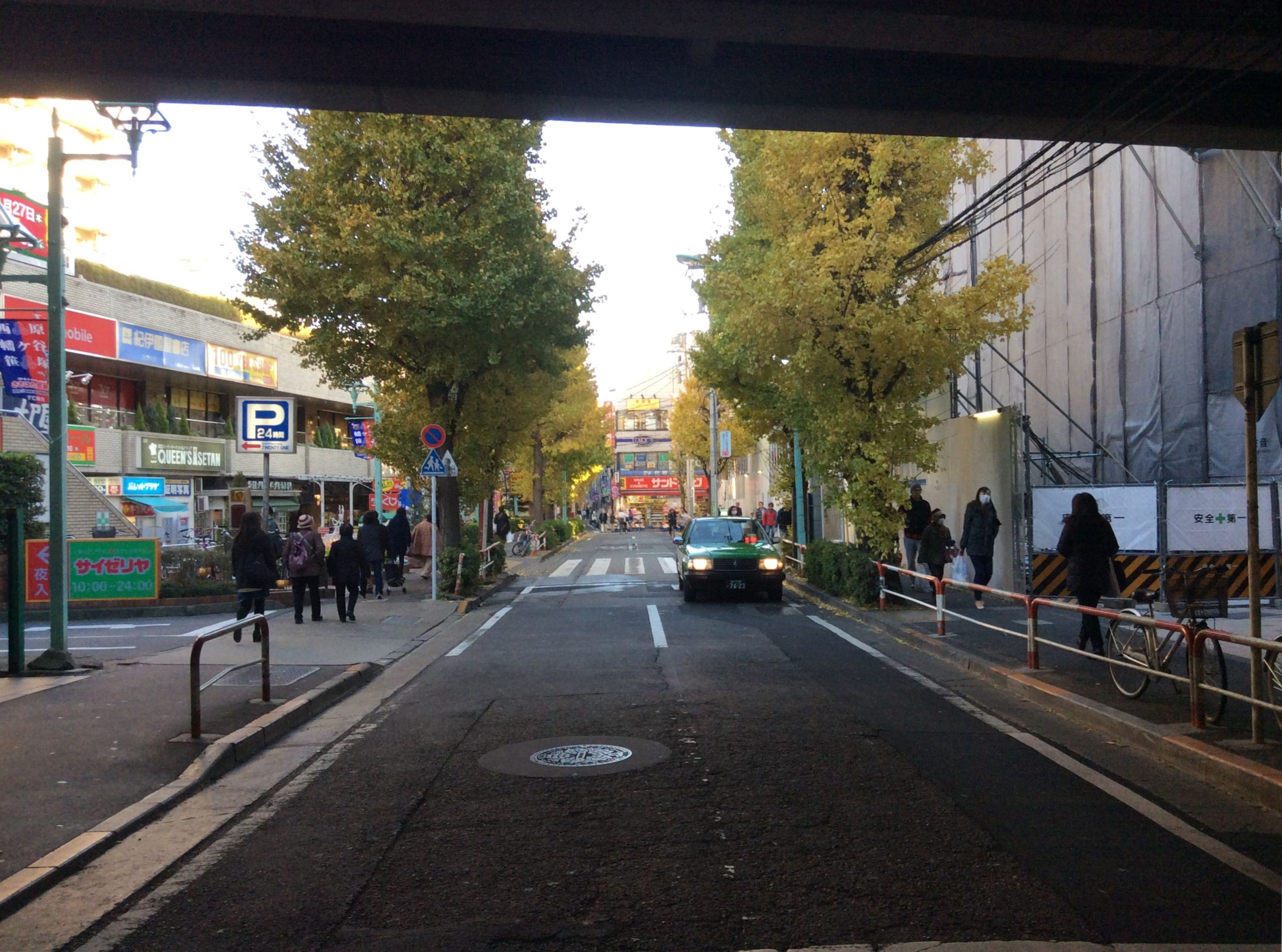
笹塚站高架下的笹塚一丁目至觀音通（2014年12月7日攝）
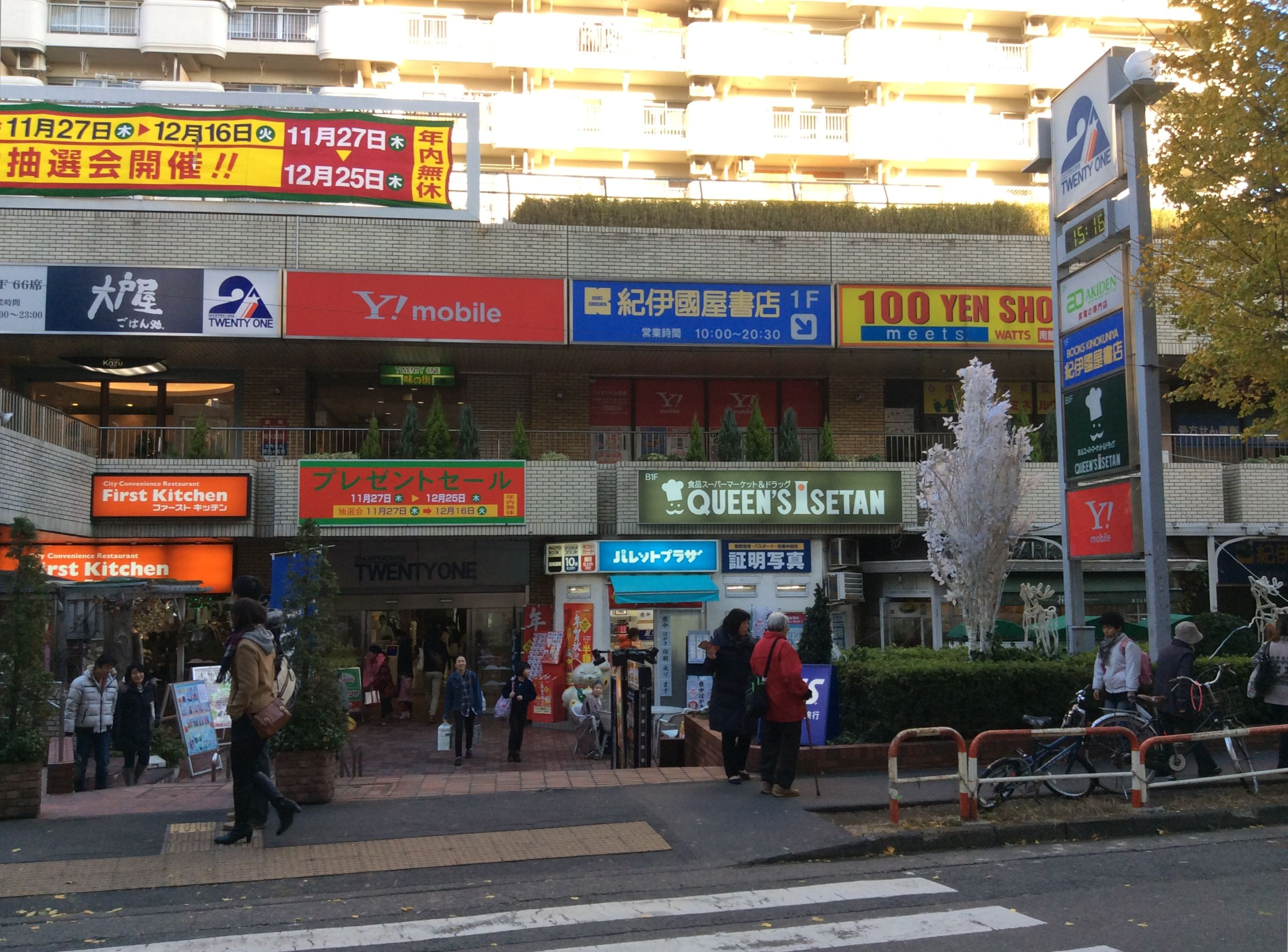
笹塚一丁目笹塚購物商場21（2014年12月7日攝）
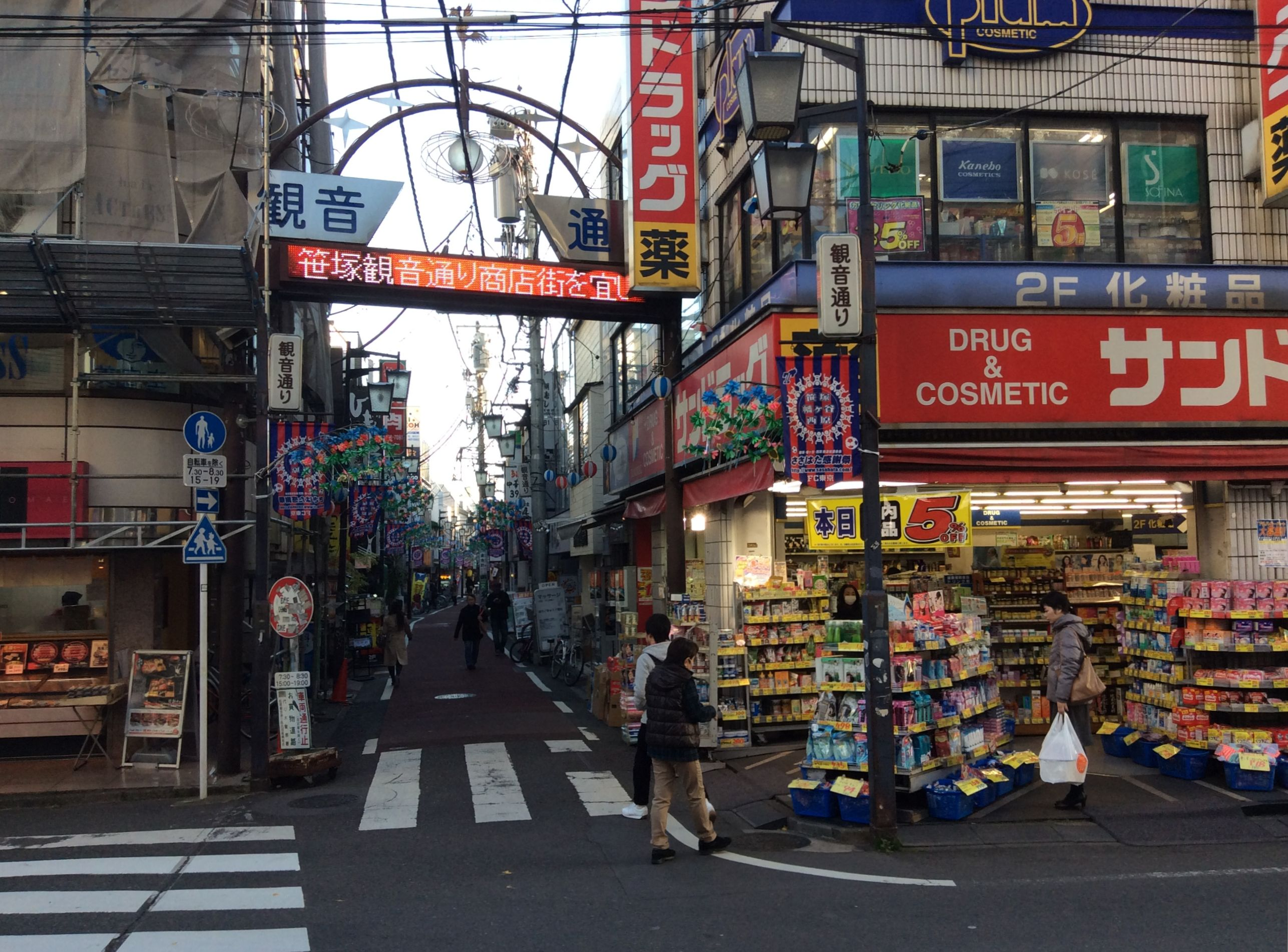
笹塚1丁目笹塚觀音通商店街入口（2014年12月7日攝）
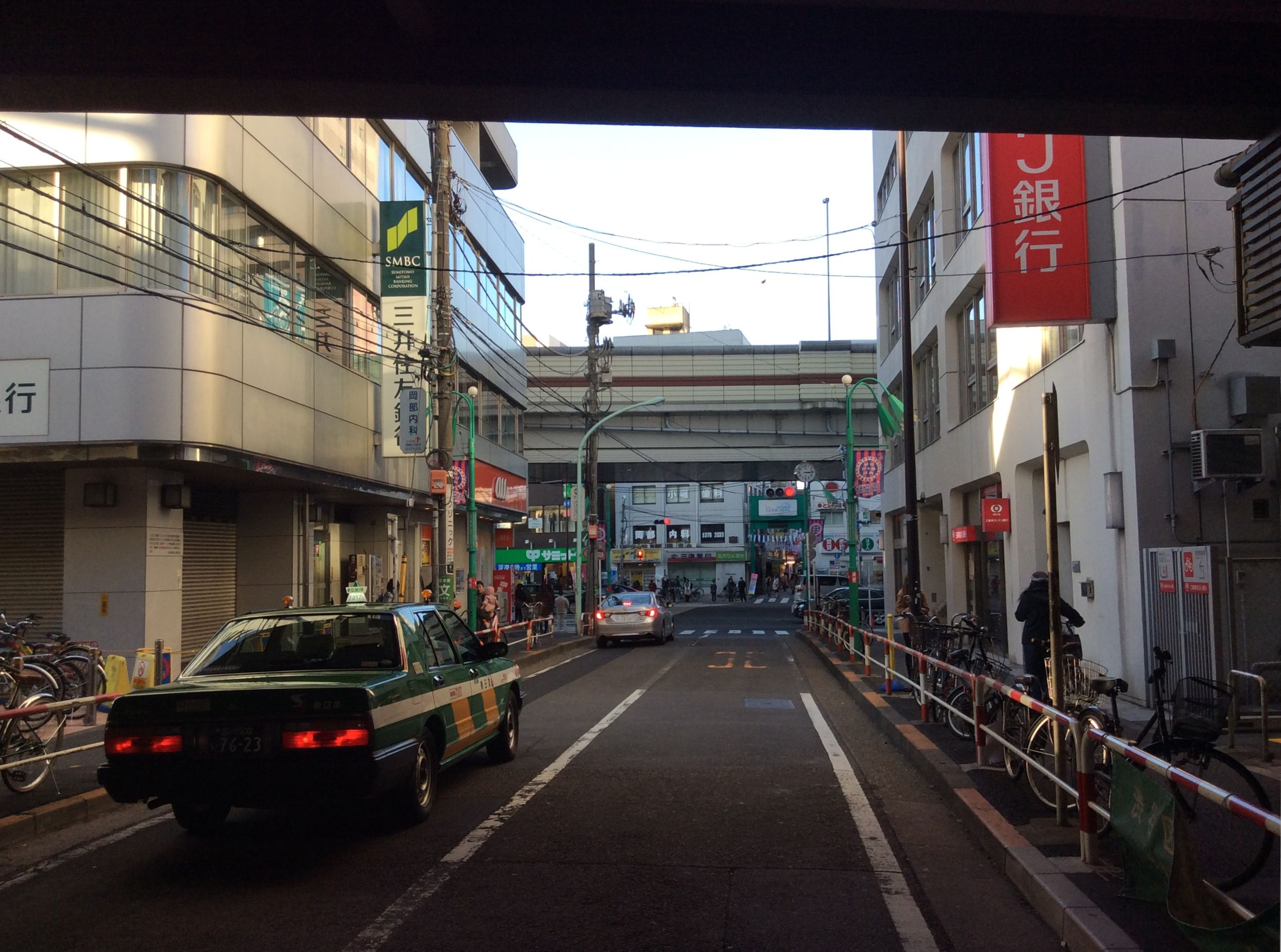
笹塚站高架下至甲州街道的笹塚二丁目（2014年12月7日攝）
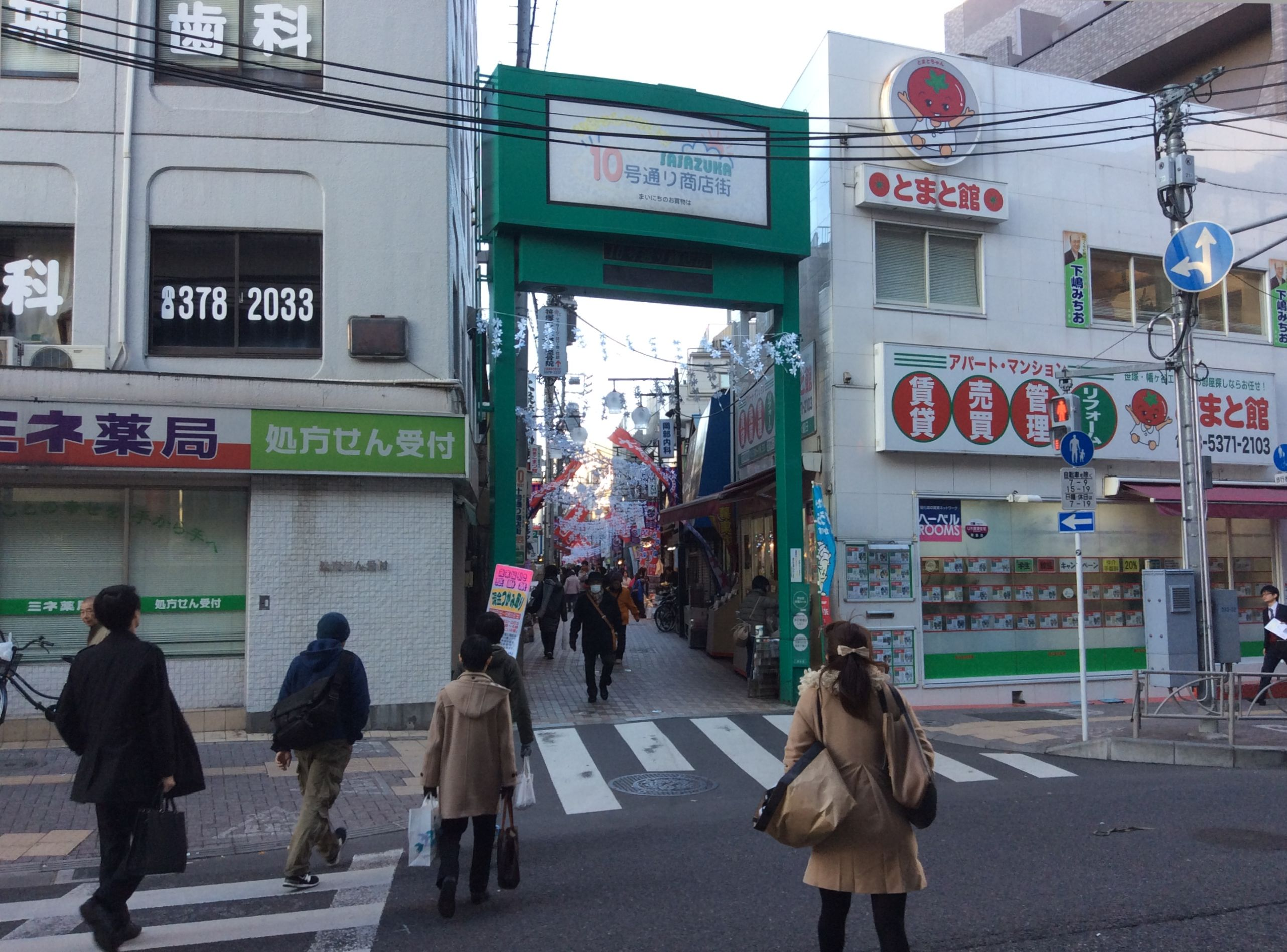
笹塚二丁目甲州街道十號通商店街入口（2014年12月7日攝）
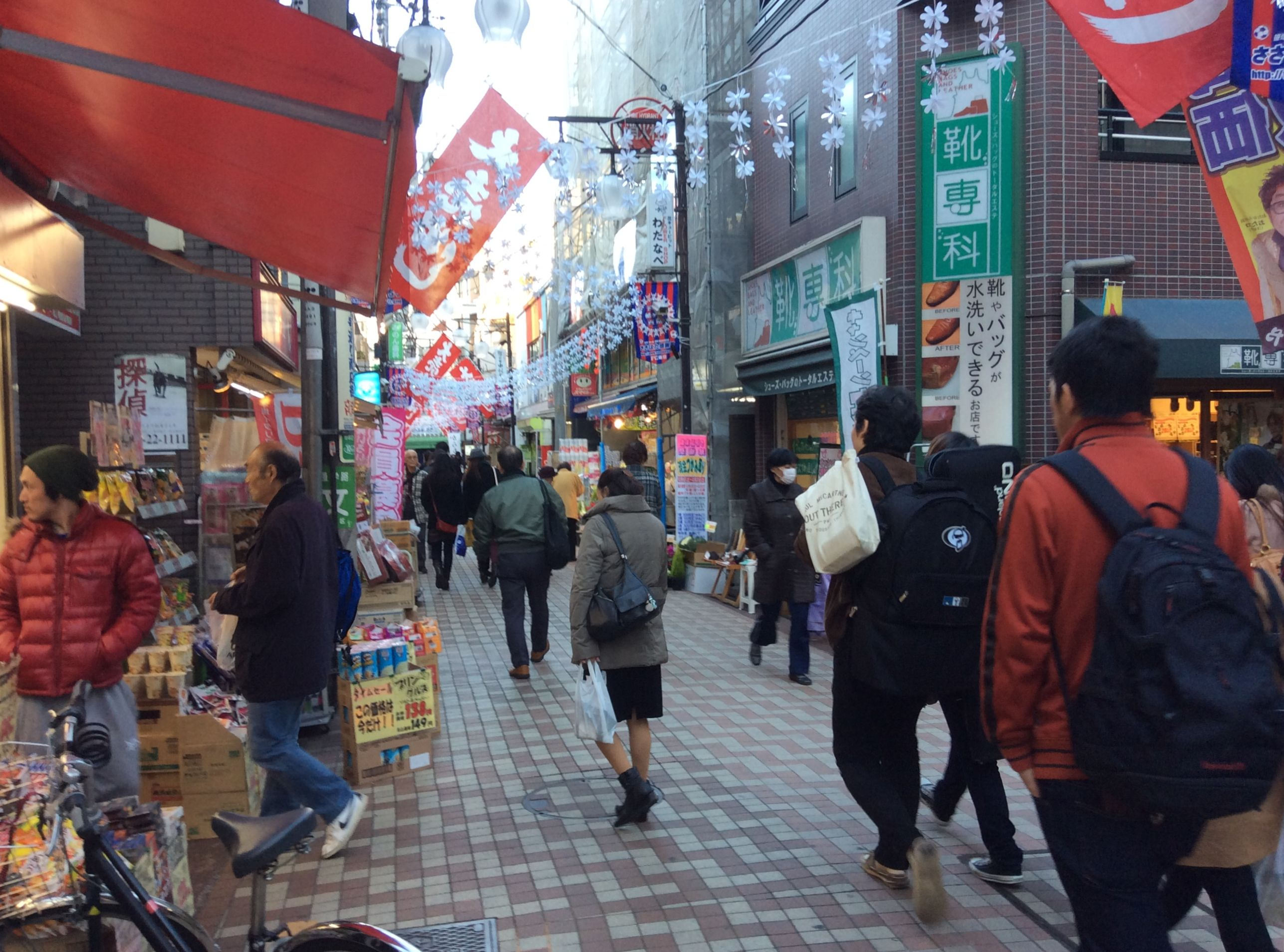
笹塚二丁目十號通商店街（2014年12月7日攝）
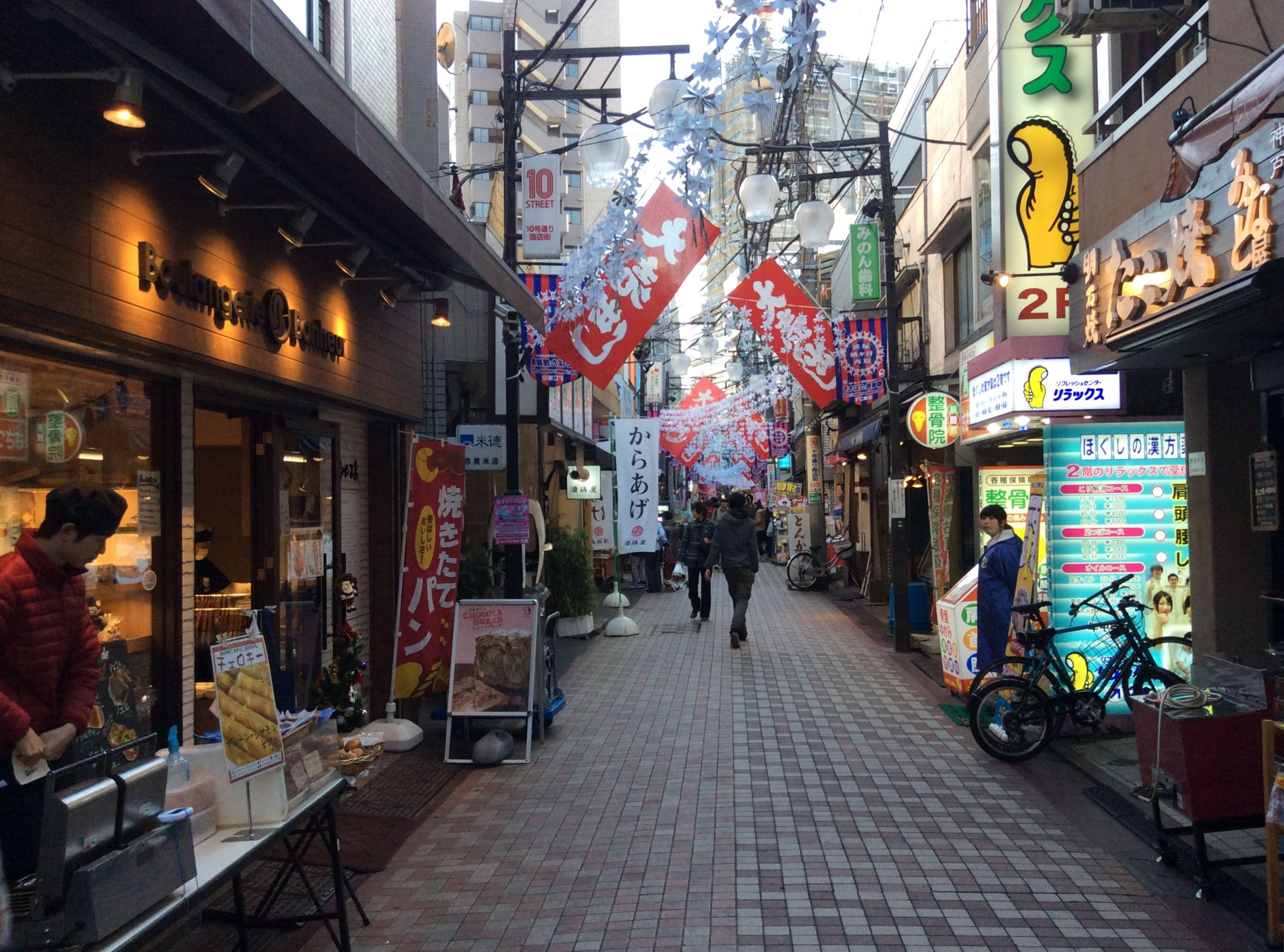
笹塚二丁目十號通商店街（2014年12月7日攝）
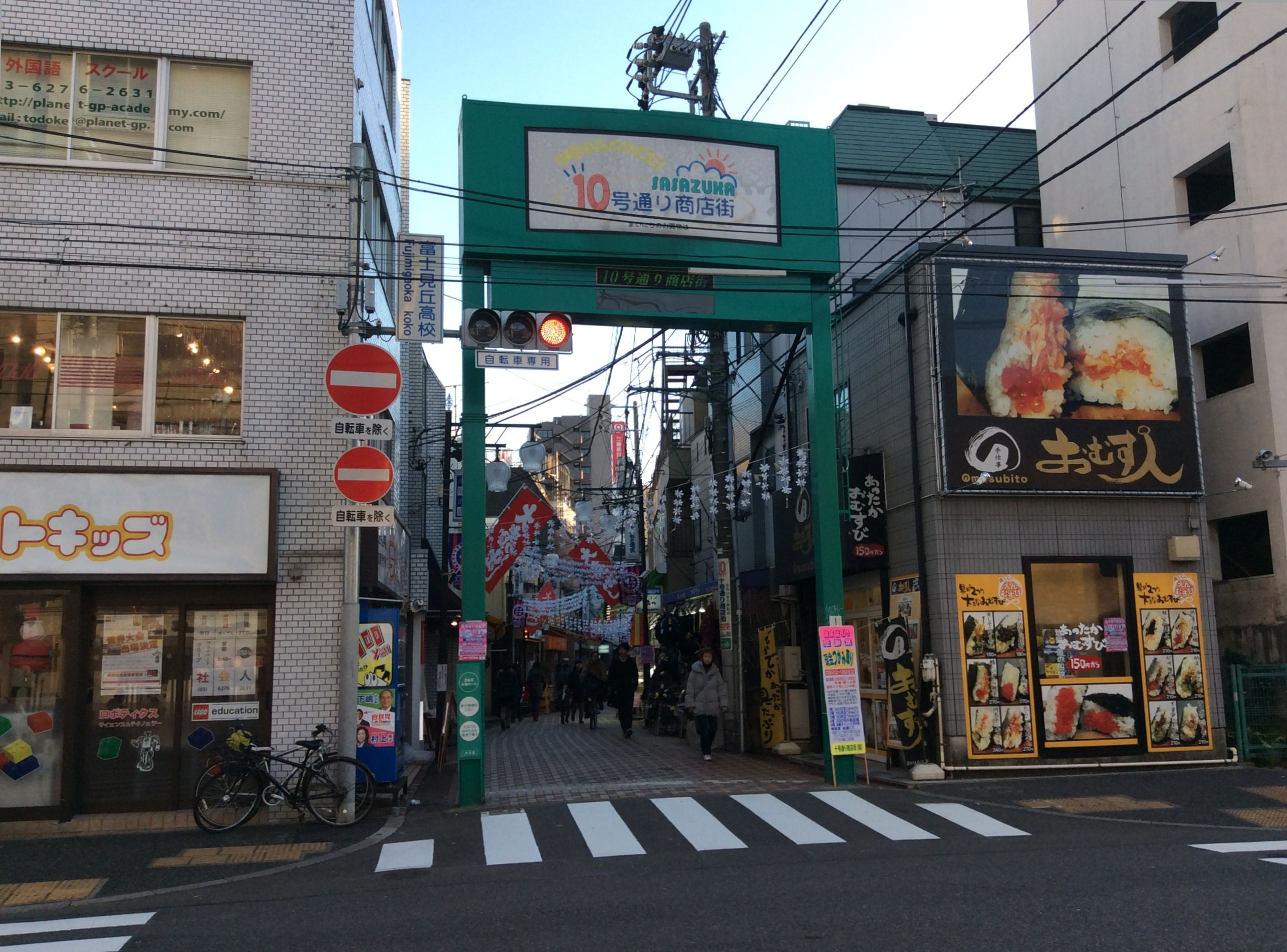
笹塚二丁水道通、笹塚十號通商店街入口（2014年12月7日攝）

## 相鄰車站
京王電鐵
 京王線
■特急
通過
■準特急、■急行、■區間急行、■快速
京王線新宿（KO01）－笹塚（KO04）－明大前（KO06）
■各站停車
京王線新宿（KO01）－笹塚（KO04）－代田橋（KO05）
 京王新線
■急行、■區間急行、■快速（所有列車在京王新線內均為各站停車）
幡谷（KO03）－笹塚（KO04）－明大前（京王線）（KO06）
■各站停車
幡谷（KO03）－笹塚（KO04）－代田橋（京王線）（KO05）

## 外部連結
- 笹塚 - 京王電鐵

35°40′25.2″N 139°40′2″E / 35.673667°N 139.66722°E